# جيروم بيجنون (1589-1656)
جيروم بيجنونمن مواليد 24 في باريس ، وتوفي 7 أفريل 1656 حيث كان قاضيًا وباحثًا فرنسيًا.

## المذكرات و المراجع
1. ↑  مذكور في: استنادات المكتبة الوطنية الفرنسية. مُعرِّف المكتبة الوطنية الفرنسية (BnF): 10300465c. الوصول: 10 أكتوبر 2015. المُؤَلِّف: المكتبة الوطنية الفرنسية. لغة العمل أو لغة الاسم: الفرنسية.